# Лист Мёбиуса (рассказ)
«Лист Мёбиуса» («Лента Мёбиуса») (англ. A Subway Named Mobius) — научно-фантастический рассказ Армина Дейча. Впервые был опубликован в журнале «Astounding Science Fiction» в 1950 году. На русском языке был впервые опубликован в журнале «Наука и жизнь» в 1969 году (перевод Т. Шинкарь).

## Сюжет
В Бостонском метро поезд № 86 отошёл от станции Парк-стрит, но ни на следующей станции, ни в депо не появился, без следов исчезнув вместе с машинистом и примерно с 350 пассажирами.
Профессор алгебры из Гарвардского университета Роджер Тьюпело, прочитав в газетах о произошедшем, приходит к главному управляющему городским метрополитеном Келвину Уайту, чтобы сообщить свою гипотезу исчезновения поезда. Согласно Тьюпело, после открытия новой линии Бойлстон изменились топологические свойства бостонского метрополитена и поезд попал в иное измерение. Приняв его за сумасшедшего, Уайт выпроваживает Тьюпело.
Однако вскоре Уайту становится ясно, что поезд действительно находится где-то в метро. Так, состав № 86 периодически фиксирует автоматика в разных частях метрополитена, он потребляет электроэнергию, но никто его не видит, хотя шум его слышен. Келвин Уайт вызывает Роджера Тьюпело и просит помочь найти поезд. После множества совещаний, включая слушания в Конгрессе, найти решение как вернуть поезд не удаётся. Единственное, что было решено — не закрывать новую линию, в надежде, что поезд вернётся.
Проходит два месяца. Однажды утром, направляясь в университет, Тьюпело садится в метро и обращает внимание, что пассажир читает газету, которая датирована днём исчезновения поезда. Он бежит по вагону, проверяет даты газет у других пассажиров, и у некоторых из них также оказываются газеты двухмесячной давности. Тьюпело дёргает за шнур сигнала, и поезд останавливается. Математик объявляет пассажирам и машинисту, что прошло уже два месяца, и просит проверить свои слова, посмотрев на дату газет у пассажиров, зашедших в вагон на предыдущей станции. Тьюпело выбегает в тоннель и бежит к телефону, по которому связывается с главным управлением метрополитена. Он сообщает, что 86-й поезд, наконец-то, нашёлся и все пассажиры живы-здоровы. Встретившись с Уайтом, Роджер Тьюпело просит его закрыть линию Бойлстон, но Уайт отвечает: «Поздно. Двадцать пять минут назад между станциями Эглстон и Дорчестер исчез поезд номер 143».

## Премии, номинации
- В 2001 году рассказ номинировался на ретроспективную премию «Хьюго» 1951 года[1].

## Экранизации
По мотивам рассказа были сняты художественные фильмы:
- Лист Мёбиуса (фильм, 1988) (СССР)
- Мёбиус (фильм, 1993) (Германия)
- Мёбиус (фильм, 1996) (Аргентина)
- Мёбиус 17 (Германия, 2005 год).

## Издания
- Журнал Astounding Science Fiction, декабрь 1950.
- Антология «Omnibus of Science Fiction», 1952[2][3].
- Антология «Strange Travels in Science Fiction», 1953[3].
- Антология «Fantasia Mathematica», 1958[2][4].
- Антология «Best SF4», ред. Edmund Crispin, Faber and Faber, 1965.
- Антология «One Hundred Years of Science Fiction», ред. Деймон Найт, 1968[3].
- Антология «Where Do We Go from Here?», ред. А. Азимов, 1971[4][5].
- Антология «Laughing Space», 1982[3].
- Антология «The Great SF Stories 12 (1950)», ред. А. Азимов, М. Гринберг, 1983[3].
- Антология «Isaac Asimov Presents the Golden Years of Science Fiction: Sixth Series», ред. А. Азимов, М. Гринберг, 1988.

### Переводы

#### На русский язык
- Лента Мёбиуса (пер. Т. Шинкарь). // Журнал «Наука и жизнь» № 12, 1969. С. 102—109[4].
- Лист Мёбиуса (пер. Т. Шинкарь). // Антология «Пять зеленых лун» — М.: Мир, 1978[4].
- Лист Мёбиуса (пер. Т. Шинкарь). // Антология «Трудная задача» — М.: Мир, 1982[4].
- Лист Мёбиуса (пер. Т. Шинкарь). // Антология «Фантастические изобретения» — М.: Мир, 1991. С. 282—301[4].

#### На итальянский язык
- «Una metropolitana che si chiama Moebius» (пер. Cesare Scaglia) // Журнал «Urania #302», Feb 1963[3].
- «Una metropolitana chiamata Moebius» (пер. Cesare Scaglia) // Антология «Il passo dell’ignoto», 1972[3].

#### На венгерский язык
- «A Möbius-metró». // Антология «Galaktika 4: Tudományos-fantasztikus antológia», 1973[3].

#### На чешский язык
- «Podzemní dráha Möbius». // Антология «Těžká planeta», 2002.